# Osmanthus fragrans
Osmanthus fragrans és una espècie originària d'Àsia des de l'Himàlaia passant pel sud de la Xina (Guizhou, Sichuan i Yunnan) fins a Taiwan, sud del Japó i el sud-est d'Àsia fins al sud de Cambodja i Tailàndia.
A la Xina, és la "flor de la ciutat" de les ciutats de Hangzhou, província de Zhejiang, Suzhou, província de Jiangsu i Guilin, província de Guangxi. Al Japó, es tracta de l'"arbre de la ciutat" de Kitanagoya, la prefectura d'Aichi de Beppu, la prefectura d'Oita i de Yoshitomi, la prefectura de Fukuoka.

## Cultiu
Es cultiva com a planta ornamental als jardins d'Àsia Oriental i als jardins d'Europa, Amèrica del Nord i en qualsevol altre lloc del món per les seves flors deliciosament perfumades que porten l'olor de préssecs madurs o albercocs. Se n'han seleccionat diversos cultivars per a ús en jardineria, amb diferents colors florals, com Osmanthus fragrans "Yanhua" amb el seu fullatge variat i flors taronja. Al Japó, es distingeixen les subespècies de flor blanca i taronja com a ginmokusei (銀 木犀, lit. "osmanthus de plata") i kinmokusei (金 木犀, "osmanthus d'or"), respectivament.

## Usos

### Cuina

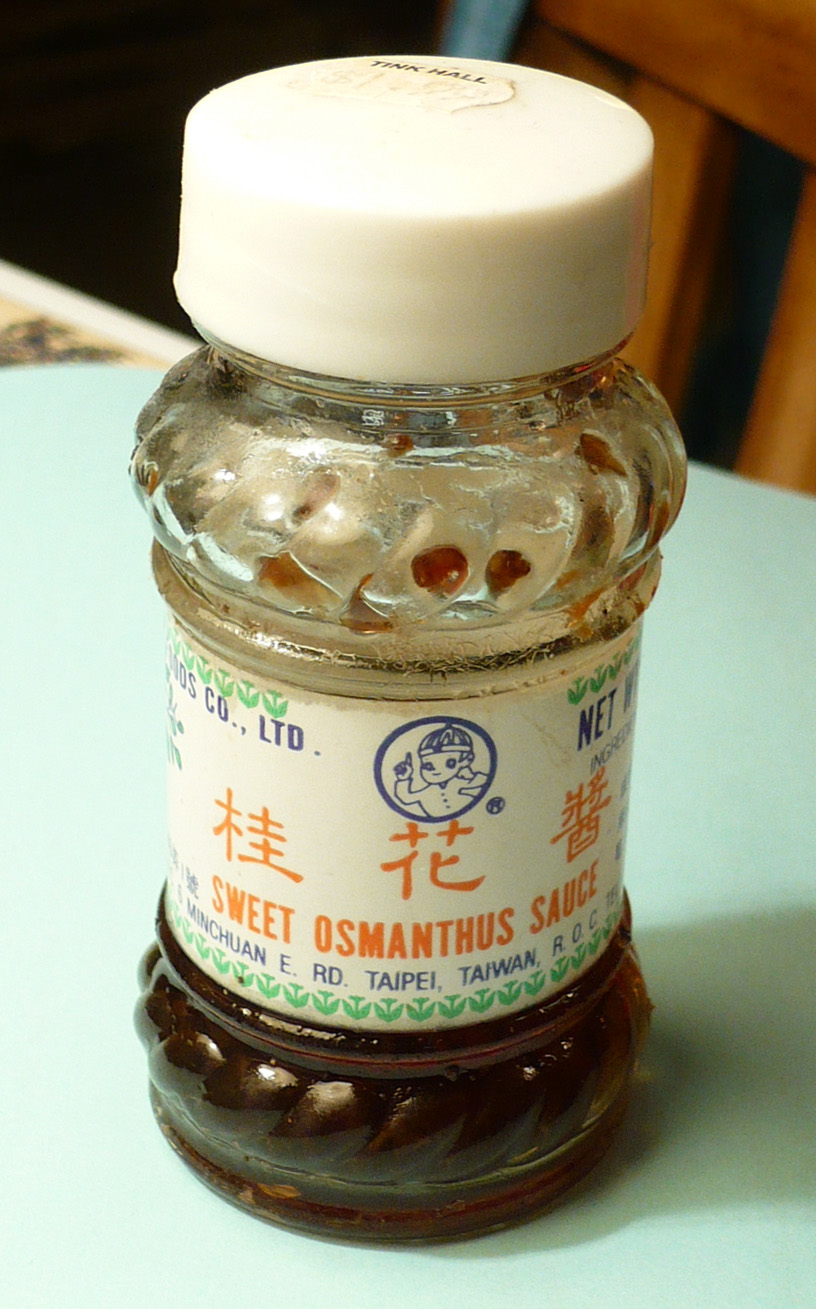
Petit pot de salsa dolça d'osmanthus

A la cuina xinesa, les seves flors es poden infusionar amb fulles de te verd o negre per crear te d'osmanthus (桂花 茶, guìhuāchá). Les flors també s'utilitzen per produir melmelada amb perfum d'osmanthus (桂花 酱, guìhuājiàng), pastissos d'osmanthus (桂花 糕, guìhuāgāo), sopes i licor d'osmanthus (桂花 酒, guìhuājiǔ). La melmelada d'Osmanthus s'utilitza com a ingredient en un tipus de gruel anomenat xátāng (茶汤), que es fa amb sorg o farina de mill i sucre barrejat amb aigua bullent. Aquest plat està associat a la ciutat del nord de Tianjin, tot i que també es pot trobar a Pequín.

### Perfumeria
Tant el concret com l'absolut d'osmanthus s'utilitzen en perfumeria. La composició química, així com les propietats organolèptiques, depèn del cultivar i l'estadi de floració.